# Dècada del 1330 aC

## Esdeveniments
- Vers 1335 aC, mort d'Akhenaton. El substitueix Semenkhare que hauria governat poc temps deixant pas al seu germà, Tutankhamon de 12 anys, sita el que el culte a Amon fou restablert.
- Vers 1330 aC el regne d'Amurru ha ocupat Tunip. El virrei egipci de Simirra és assassinat per soldats del rei Aziru que a més amenaça amb ocupar Biblos; contraatac egipci que s'estableixen a Biblos i Simirra i recuperen Tunip, atacant el regne d'Amurru; els hitites sotmeten Karkemish; quan els egipcis ataquen Kadesh, són rebutjats. Egipte renuncia a Narahina, Nahuse, Qatna, Karkemish, Alep i Amurru que queden sota influència del regne hitita.
- Vers 1333 aC, a la mort de Burnaburiaix II el succeeix Karakhardaix que per part de mare era net d'Ashshuruballit I d'Assíria. El nou rei no tarda en ser assassinat i substituït per Nazibugaix o Suzigaix. En revenja el rei d'Assíria ataca Babilònia, enderroca a Nazibugaix o Suzigaix i posa en el tron a Kurigalzu II, fill de Burnaburiaix II.

## Personatges destacats
- Tutankhamon